# Trail of Tears (band)
Trail of Tears was een Noorse gothic/symfonische metalband die werd opgericht in 1994 als Natt. In 1997 veranderde de band, na een grote wijziging in bezetting, de naam naar Trail of Tears.

## Geschiedenis
De band begon initieel als Natt en nam in 1996 een gelijknamige demo op. In 1997 volgde een wijziging in de bandnaam en bezetting, en werd een tweede demo opgenomen. Na het uitbrengen van deze demo tekende de band een contract met het Nederlandse platenlabel DSFA Records. Hun debuut-cd Disclosure in Red kwam uit in 1998 en werd gevolgd door een tour door Europa.
Het tweede album Profoundemonium kwam uit in 2000. Sopraan Helena Iren Michaelsen verliet de band en werd opgevolgd door Cathrine Paulsen. In 2001 werd een contract bij Napalm Records getekend en een derde album volgde in 2002.
In 2003 kreeg Trail of Tears haar eerste internationale optreden in Mexico. Paulsen verliet de band en Kjetil Nordhus kwam in haar plaats. Ook volgde een verandering in de sound van de band. In 2004 kwam het album Free Fall into Fear uit dat relatief zwaarder klonk dan voorgaande albums. Een tour met Tristania en Therion volgde.
In 2007 kwam vocalist Cathrine Paulsen weer bij de band, en er volgde een uitgebreide tour door Noord-Amerika.
In 2010 tot 2012 kwamen enkele wijzigingen in bezetting toen begin 2013 bandlid van het eerste uur Ronny Thorsen bekend maakte te stoppen met Trail of Tears. Ook andere leden vertrokken.
Thorsen vormde enkele maanden later met oud-leden de band Viper Solfa.

## Discografie
- Natt (1996, demo)
- When Silence Cries... (1997, demo)
- Disclosure in Red (1998)
- Profoundemonium (2000)
- A New Dimension of Might (2002)
- Free Fall into Fear (2005)
- Existentia (2007)
- Bloodstained Endurance (2009)
- Oscillation (2013)

## Bandleden

### Oud-leden
- Ronny Thorsen − Vocalen (1994-2013)
- Ales Vik − sopraanstem (1994-1997)
- Michael Krumins − gitaar (1994-1997)
- Kjell Rune Hagen − basgitaar (1994-2006)
- Vidar Uleberg − drums (1994-1996)
- Runar Hansen − gitaar (1997-2006)
- Terje Heiseldal − gitaar (1994-2004)
- Jonathan Pérez − drums (1997-2006)
- Frank Roald Hagen − synthesizer (1997-2006)
- Helena Iren Michaelsen − sopraanstem (1997-2000)
- Cathrine Paulsen − sopraanstem (2000-2004, 2007-2013)
- Kjetil Nordhus − baritonstem (2003-2006)
- Bjørn Erik Næss − gitaar (2007-2013)
- Pål Olsen − gitaar (2007-2010)
- Endre Moe − basgitaar (2007-2013)
- Cato Jensen − drums (2007-2012)
- Bjørn Dugstad Rønnow − drums (2012-2013)